# Bronfay Farm Military Cemetery
Bronfay Farm Military Cemetery is een Britse militaire begraafplaats met gesneuvelden uit de Eerste Wereldoorlog, gelegen in de Franse gemeente Bray-sur-Somme (Somme). De begraafplaats ligt langs de weg van Bray-sur-Somme naar Maricourt, tegenover een boerderij op 3.750 m ten noordoosten van het centrum (gemeentehuis). Ze werd ontworpen door Edwin Lutyens en heeft een trapeziumvormig grondplan met een oppervlakte van ongeveer 2.470 m². Het terrein heeft wordt omgeven door een bakstenen muur die aan de straatzijde lager is dan de andere zijden. Een open toegangsgebouwtje in baksteen wordt afgedekt door een plat omkraagd witstenen dak. Het Cross of Sacrifice staat centraal tegen de westelijke muur en de Stone of Remembrance tegen de oostelijke muur. De graven liggen in elf evenwijdige rijen.
Er liggen 537 doden begraven waaronder 13 niet geïdentificeerde.
De begraafplaats wordt onderhouden door de Commonwealth War Graves Commission.
Op het grondgebied van de gemeente liggen ook nog de Britse militaire begraafplaatsen Bray Vale British Cemetery, Bray Hill British Cemetery en Bray Military Cemetery.

## Geschiedenis
In oktober 1914 begonnen de Franse troepen hun slachtoffers hier te begraven maar daarna werd ze niet veel meer gebruikt. De Franse graven werden later naar een andere begraafplaats overgebracht. Vanaf augustus 1915 tot februari 1917 werd de begraafplaats door de Britse troepen gebruikt, met name tijdens de Slag aan de Somme, toen er in de boerderij een veldhospitaal was ingericht. Tijdens de terugtrekking wegens het Duitse lenteoffensief en de daaropvolgende opmars in 1918 werden opnieuw gesneuvelden bijgezet. Na de wapenstilstand werden nog graven van gesneuvelden van maart, augustus en september 1918 uit het slagveld ten zuiden van de boerderij, bijgezet.
Onder de geïdentificeerde doden zijn er 508 Britten, 14 Australiërs, 2 Indiërs en 1 Zuid-Afrikaan. Twee slachtoffers worden herdacht met een Special Memorial omdat hun lichamen niet meer gelokaliseerd konden worden en men neemt aan dat ze zich onder naamloze grafzerken bevinden.

### Onderscheiden militairen
- T. Cooke, compagnie sergeant-majoor bij de Royal Fusiliers werd onderscheiden met het Military Cross, de Distinguished Conduct Medal en de Military Medal (MC, DCM, MM).
- Afred Cairns Wilson, onderluitenant bij het London Regiment (London Scottish) werd onderscheiden met het Military Cross (MC).
- William James Middleton, sergeant bij de Royal Air Force werd onderscheiden met de Distinguished Flying Medal (DFM).
- Frederick Charles Stevens, kapitein bij de Royal Field Artillery; Thomas William Manktelow, compagnie sergeant-majoor bij het London Regiment (Queen Victoria's Rifles) en James Riddoch sergeant bij de Gordon Highlanders werden onderscheiden met de Distinguished Conduct Medal (DCM).
- sergeant J; Atkinson; korporaal James Reginald Vollans; de schutters Charels Smith en John Lang en soldaat J. Brown werden onderscheiden met de Military Medal (MM).

### Minderjarige militair
- Frank Gordon Cherrington, trompetter bij de Northumberland Hussars was 17 jaar toen hij sneuvelde op 22 augustus 1918.